# Dichotomyctere nigroviridis
Poisson-ballon à points verts
Espèce
Statut de conservation UICN

 LC  : Préoccupation mineure
Dichotomyctere nigroviridis, le Poisson-ballon à points verts, est une espèce de poissons d'eau douce et saumâtre de la famille des Tetraodontidae. 

## Répartition
Ce poisson se rencontre en Birmanie, au Brunei, au Cambodge, en Indonésie, en Malaisie, à Singapour, au Sri Lanka, en Thaïlande et au Viêt Nam. Sa présence est incertaine en Chine, en Inde et aux Philippines. Il vit en eau douce ou saumâtre.

## Description
Dichotomyctere nigroviridis peut mesurer jusqu'à 170 mm de longueur totale. C'est l'une des espèces les plus petites des tétraodons. Son dos est jaune parsemé de grosses taches noires. Il présente de petits yeux jaunes à l'iris noir. Cette espèce comme tous les tétraodons gonfle et double de volume lorsqu'il se sent menacé.[réf. nécessaire]

## Alimentation
Petits invertébrés et animaux à coquilles et même de petits bouts d'écailles ou de nageoires aux autres poissons.

## Dichotomyctere nigroviridiset l'Homme
Ce poisson est souvent proposé dans les magasins aquariophiles car c'est une espèce qui s'y adapte assez bien même si elle peut perturber les autres espèces en leur grignotant un petit bout d'écaille ou de nageoire.

## Classification
Le nom valide complet (avec auteur) de ce taxon est Dichotomyctere nigroviridis (Marion de Procé (d), 1822).
L'espèce a été initialement classée dans le genre Tetraodon sous le protonyme Tetraodon nigroviridis Marion de Procé, 1822,.
Ce taxon porte en français le nom vernaculaire ou normalisé suivant : Poisson-ballon à points verts.
Dichotomyctere nigroviridis a pour synonymes :
- Arothron simulans (Cantor, 1849)
- Chelonodon nigroviridis (Marion de Procé, 1822)
- Tetraodon nigroviridis Marion de Procé, 1822
- Tetraodon potamophilus Bleeker, 1849
- Tetraodon simulans Cantor, 1849
- Tetrodon nigroviridis Marion de Procé, 1822
- Tetrodon simulans Cantor, 1849

### Étymologie
Son épithète spécifique, du latin nigro, « noir », et viridis, « vert », fait référence aux point noirs sur le corps verdâtre de ce poisson.

### Publication originale
- Marion de Procé, « Sur plusieurs espèces nouvelles de poissons et de crustacés observées », Bulletin des Sciences, par la Société philomatique de Paris, France,‎ 1822, p. 129-134 (lire en ligne, consulté le 17 août 2024).